# Den underjordiska järnvägen (roman)
Den underjordiska järnvägen (engelsk originaltitel: The Underground Railroad) är en roman från 2016 skriven av Colson Whitehead. Den gjorde att Whitehead vann National Book Award för romankonst 2016 och Pulitzerpriset för skönlitteratur 2017.
Romanen handlar om Cora och Caesar, två slavar i sydöstra USA under 1800-talet, som försöker fly till frihet med hjälp av den "underjordiska järnvägen", ett nätverk som hjälpte många slavar.